# Рединг Роялс
«Рединг Роялс» (англ. Reading Royals) — профессиональная хоккейная команда, выступающая в ECHL. Команда участвует в Северном дивизионе Восточной конференции ECHL. Свои домашние матчи «Роялс» проводят на арене «Сантандер», расположенной в центре города Рединг, штат Пенсильвания.
С 2001 года «Роялс» входят в число лидеров ECHL по посещаемости регулярного сезона. 25 марта 2006 года в матче с командой «Трентон Тайтенс» «Роялс» посетил миллионный болельщик. «Роялс» дважды принимали «Матч всех звёзд» ECHL: в 2005 и 2009 годах. В 2013 году «Роялс» стали чемпионами ECHL, одержав победу в пяти матчах над командой «Стоктон Тандер» в финале Кубка Келли 2013 года.

## История
Команда «Рединг Роялс» была основана в 1991 году как «Коламбус Чилл».